# 刀干孟
刀干孟，又作岛翰勐（Tao Kang Mong，—1398年），明朝时期木邦君主。木邦原是麓川的属邦，刀干孟在1397年反叛麓川，驱逐麓川君主思伦法，是为“刀干孟之乱”。

## 生平
刀干孟原名混补罕，是孟密君主召傣恒之子，麓川思可法兴起时，召傣恒拒绝称臣纳贡，遭思可法讨伐身亡，刀干孟被孟密大臣进献给思可法:43-44。思可法南征班师后，原“庄色”（大将军）逝世，思可法改任混补罕为“庄色”，并赐名“刀干孟”:46。后来，又任命刀干孟为木邦勐独的“召”:47。
麓川有习俗，逢新君即位，各酋长将女儿嫁予新君，而思伦法之妻因为妒忌，每有酋长献女，便诬告其父造反，思伦法听信妻子的话，发兵攻打并诛杀酋长，还将其女缢死，抛尸瑞丽江，引起众怒。1396年2月，刀干孟造反，是时明朝使者钱古训和李思聪在调和麓川与缅甸的矛盾，遂以明廷的威德向刀干孟施压，叛众有所收敛。明朝使者走后，1397年9月，刀干孟公开反叛，进攻麓川都城者蓝，思伦法逃至金齿，栖身高黎贡山，麓川拥立刀干孟之子思佑法为君主:92。1398年5月，反攻开始，明军首先在南甸击败刀名孟，随后相继攻克景罕寨、崆峒寨。何福率军在者蓝与刀干孟决战，将其生擒。
《明史·云南土司传》称，因其不满思伦法尊宠佛僧，厚待制火铳、火炮的工匠而举兵，乘在定边之战战败，攻陷麓川都城，思伦法逃至腾冲、昆明，明太祖派西平侯沐春帮助思伦法复国。
《兴威编年史》记载，明军抵达麓川，刀干孟投降并献上礼物，不久后因吸食鸦片过量而死。
《孟连宣抚史》则称，思伦法设计，让明朝大官白宋兵（沐春）骗取刀干孟信任，刀干孟前去明军营地赠送礼物，被明军士兵暴打一顿，抛弃荒野而死:38。